# امبالما
امبالما (به اسپانیایی: Ambalema) یک سکونتگاه مسکونی در کلمبیا است که در بخش تولیما واقع شده‌است.